# Coëtivy
Pour les articles homonymes, voir Coëtivy (homonymie).
Coëtivy, aussi appelée île Coëtivy, en anglais Coëtivy Island, est une île Extérieure de l'archipel des Seychelles dans l'océan Indien. Elle est habitée par 252 habitants qui travaillaient majoritairement dans l’élevage de crevettes dont les bassins occupent une partie de l'île. [réf. souhaitée]. Cette activité s'est arrêtée en 2010, mais a repris en 2023. L'île accueille, depuis août 2010, un centre de désintoxication de 150 résidents.

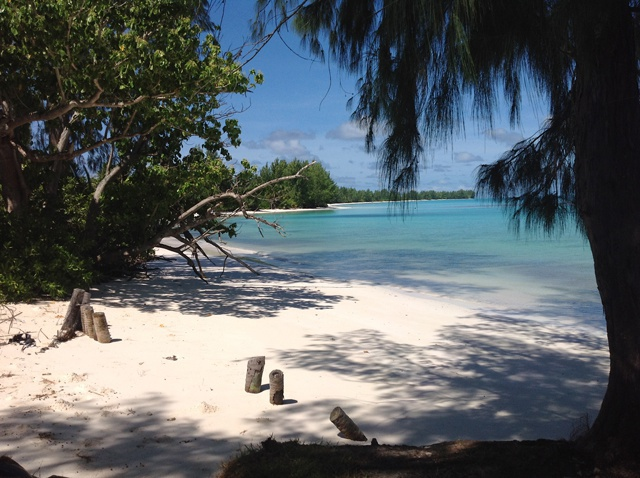
Une plage sur l'île de Coëtivy, aux Seychelles

## Géographie
Coëtivy est situé dans l'est des Seychelles et des îles Extérieures. Elle fait partie du groupe corallien méridional, un petit archipel constitué de Coëtivy et de l'île Platte ; Coëtivy, située au sud-est de l'île Platte, est distant de 280 kilomètres de Mahé, l'île principale du pays.
L'île est de forme allongée dans le sens nord-sud et mesure 9,31 km2 de superficie. Elle est couverte d'une végétation tropicale hormis dans le centre et la pointe Sud de l'île. Dans son centre se trouve un petit aéroport dont la piste est placée en travers de l'île ainsi qu'une partie des bassins d’élevage de crevettes où est notamment cultivée la crevette géante tigrée. [réf. souhaitée] Plus au sud se trouvent le village sur la côte Ouest de l'île ainsi que le reste des bassins qui s'étendent jusqu'à l'extrémité méridionale de l'île. [réf. souhaitée] Les 252 habitants de Coëtivy travaillent majoritairement dans l'industrie de la crevette mais certains cultivent des légumes. [réf. souhaitée] Ces deux productions sont envoyées dans les marchés de Mahé. [réf. souhaitée]
Le littoral de Coëtivy est composé de plages de sable protégées par un récif corallien. Celui-ci ne forme pas d'atoll mais s'étire vers le sud.

## Histoire
Peut-être découverte plus tôt par les Africains ou des marins Arabes ou Indiens, Coëtivy est découverte avec certitude en 1771 par le capitaine de la flûte l'Isle de France, Jean-René de Coëtivy-le Borgne, connu aussi sous le nom de Jean René Le Borgne de Coëtivy.
L'île est alors rattachée à la colonie de Maurice jusqu'en 1908 lorsque les Seychelles la récupèrent.[réf. souhaitée]
Au début des années 1990, l'île est achetée par Seychelles Marketing Board ("Office de commercialisation des Seychelles") qui y développe l’élevage de crevettes et notamment l'élevage de la crevette géante tigrée.